# Andrew Fyfe (1754-1824)
Pour les articles homonymes, voir Andrew Fyfe et Fyfe.
Andrew Fyfe, né en 1754, probablement à Corstorphine, près d'Édimbourg, et mort en 1824, est un anatomiste et universitaire écossais, principalement connu pour son Compendium of the anatomy of the human body en deux volumes, publié en 1802, il est l'auteur de 69 travaux, reproduits dans 150 publications.